# Arno Surminski
Arno Surminski (ur. 20 sierpnia 1934 w  Jäglack, Prusy Wschodnie) − niemiecki pisarz i dziennikarz.

## Życiorys
Arno Surminski urodził się na Mazurach w małej wiosce Jäglack (dzisiaj Jegławki) pod Kętrzynem.
Po zajęciu w 1945 roku Prus Wschodnich przez Armię Czerwoną i po deportacji jego rodziców w głąb Rosji, skąd nigdy nie powrócili, jego samego, uratowanego niemal cudem, los rzucił na zachodnie ziemie Niemiec, do Szlezwiku-Holsztynu, gdzie został adoptowany przez wielodzietną rodzinę pochodzącą z jego rodzinnej wsi.
Od 1955 do 1957 roku przebywał w Kanadzie. Od 1962 roku mieszka w Hamburgu, gdzie pracował najpierw jako radca prawny towarzystwa ubezpieczeniowego, a później jako niezależny dziennikarz dla czasopism ekonomicznych i dla "Frankfurter Allgemeine Zeitung". 30 lat po wojnie odwiedził swoje rodzinne strony w Polsce.
W 2011 roku otrzymał w Olsztynie tytuł Honorowy obywatel województwa warmińsko-mazurskiego. To najwyższe wyróżnienie przyznawane przez warmińsko-mazurski sejmik samorządowy. W 2019 roku uhonorowano Surminskiego tytułem Zasłużonego dla Powiatu Kętrzyńskiego.
Od 1962 roku żonaty, ma troje dzieci i sześcioro wnuków.
Uhonorowany Nagrodą Literacką im. Andreasa Gryphiusa (1978). W 2016 roku został odznaczony Orderem Zasługi Republiki Federalnej Niemiec.

## Twórczość
Od 1972 roku zajmuje się pisarstwem. Opublikował ponad 20 książek. Większość z nich dotyczy tematyki wschodniopruskiej. Surminski pisze w nich o swej utraconej ojczyźnie z nostalgią, a o jej obecnych mieszkańcach Polakach z sympatią.  Porusza też temat wojny i politycznego podziału Niemiec na dwa różne państwa.
Bohaterem powieści Jokehnen jest Hermann Steputat,  urodzony w mazurskiej wiosce Jokehnen 2 sierpnia 1934, w dniu śmierci Paula Hindenburga. Wiejskiej idylli nie mąci dojście do władzy Adolfa Hitlera. Ale sytuacja zmienia się w momencie wybuchu wojny w 1939, giną pierwsi żołnierze z Jokehnen, zbliża się front, później przychodzi terror ze strony Armii Czerwonej. Hermann zostaje bez rodziców i wyjeżdża razem z innymi przesiedleńcami specjalnym pociągiem do Berlina. „Jak długo jedzie się z Prus Wschodnich do Niemiec? Wielu nie dojechało”.
Powieść Polninken czyli historia niemieckiej miłości opowiada o miłości dwojga młodych ludzi, Ingo z Lubeki i Ireny z Jeny. Poznają się w Polsce na Mazurach, skąd pochodzą ich rodziny,  w lecie 1980 w okresie strajków w stoczni gdańskiej. Jednak podział polityczny Niemiec niszczy ich miłość. Na punkcie kontrolnym przy granicy polsko-niemieckiej koło Szczecina  para musi się rozstać, gdyż Ingo jako obywatel RFN musi wracać inną trasą. Przy próbie ucieczki z NRD przez mur Irene zostaje zastrzelona.
Powieści
- "Jokehnen czyli jak długo jedzie się z Prus Wschodnich do Niemiec" 1974
- "Kudenow czyli płacząc nad obcymi wodami" 1978
- "Obcy kraj czyli kiedy jeszcze można było mieć wolność" 1980
- "Polninken czyli historia niemieckiej miłości" 1984 (wyd. pol. 1994)
- "Grunowen czyli minione życie" 1989 (wyd. pol. 2014)
- "Nie ma piękniejszego kraju" 1993
- "Lato czterdziestego czwartego czyli jak długo jedzie się z Niemiec do Prus Wschodnich" 1997
- "Na ciemnym krańcu tęczy" 1988
- "Malojawind" 1988
- "Ojczyzna bez ojców" 2004
- "Życie ptaków w Auschwitz" 2011
- "Jokehnen oder Die Stimmen der Anderen", 2013,
- "Von den Kriegen", 2016,
- "Der lange Weg. Von der Memel zur Moskwa", 2019.
- "Irgendwo ist Prostken – Roman eines masurischen Lokführers", 2020.

Opowiadania
- "Jak Królewiec zimą" 1981
- "Burza w styczniu" 1986
- "Wypaść z gniazda. Opowieści z Kalischken" 1991 (wyd. pol. 1995)
- "Podróż z Nikolaiken" 1991
- "Odwiedziny ze Stralsundu" 1995
- "Pewna kariera" 1996
- "Mazurscy królowie" 1999
- "Zima zwierząt" 2002
- "Die masurische Eisenbahnreise und andere heitere Geschichten", 2010
- "Als der Krieg zu Ende ging", 2015

Książki dla dzieci
- "Wtedy w żabim lesie" 2001
- "Dzieci z Moorhusen" 2001

Inne publikacje
- "W sercu Prus Wschodnich" tekst do serialu ZDF - "całkiem osobiście"
- "Ubezpieczenie pod swastyką" książka popularnonaukowa
- "Gruschelke und Engelmanke" opowiadania w gwarze wschodniopruskiej i po niemiecku, 2006

Książki przetłumaczone na język polski
- "Polninken czyli historia niemieckiej miłości" 1994
- "Wypaść z gniazda. Opowieści z Kalischken" 1995
- "Wieś w Prusach Wschodnich" 2008
- "Grunowen czyli minione życie" 2014
- "Życie ptaków w Auschwitz" 2011
- "Ojczyzna bez ojców" 2023